# Werndorf
Werndorf là một đô thị thuộc huyện Graz-Umgebung bang Steiermark, nước Áo. Đô thị Werndorf có diện tích 6,23 km², dân số thời điểm cuối năm 2008 là 2081 người.